# Lathyrus tremolsianus
Lathyrus tremolsianus är en ärtväxtart som beskrevs av Carlos Pau. Lathyrus tremolsianus ingår i släktet vialer, och familjen ärtväxter. Inga underarter finns listade i Catalogue of Life.